# Curicó (província)
A Província de Curicó é uma província do Chile localizada na região de Maule. Possui uma área de 7.280,9 km² e uma população de 244.053 habitantes (2002). Sua capital é a cidade de Curicó. 

## Comunas
A província está dividida em 9 comunas:
- Curicó
- Hualañé
- Licantén
- Molina
- Rauco
- Romeral
- Sagrada Familia
- Teno
- Vichuquén